# Unione Sportiva Triestina 1946-1947
Questa voce raccoglie le informazioni riguardanti l'Unione Sportiva Triestina nelle competizioni ufficiali della stagione 1946-1947.

## Stagione
La squadra era schierata con il metodo e prevedeva Striuli in porta, in difesa Blason o Antonini a destra, Gratton a sinistra, mediana formata da Mlacher a destra, Radio centromediano e Presca a sinistra. Mezze ali, Rossetti (o Bergamasco) e Milli. In attacco ala destra Zanolla, ala sinistra Bernard o Urbani, centravanti Persi o Rossetti (unico sempre presente). Altri giocatori: Bacchetti (secondo portiere), Englaro, Codnig, Solazzo, Paleologo e Vallon (pochi spiccioli per questi ultimi due). Ventuno i giocatori utilizzati, solo uno sempre presente (Rossetti).
La squadra termina il campionato in ventesima posizione, retrocedendo in Serie B. Tuttavia viene riammessa in Serie A per le benemerenze sportive dopo l'assemblea di Perugia e per la contingente situazione politica di Trieste (la città era inclusa nella Zona A del territorio libero amministrata dagli USA).

## Rosa
La rosa della Triestina per la stagione 1946-47 era così composta:
| N. |                   | Ruolo | Calciatore        |
| -- | ----------------- | ----- | ----------------- |
|    | Italia (bandiera) | P     | Bruno Bacchetti   |
|    | Italia (bandiera) | P     | Guerrino Striuli  |
|    | Italia (bandiera) | D     | Dino Antonini     |
|    | Italia (bandiera) | D     | Ivano Blason      |
|    | Italia (bandiera) | D     | Carlo Codnig      |
|    | Italia (bandiera) | D     | Edy Gratton       |
|    | Italia (bandiera) | D     | Corrado Zorzin    |
|    | Italia (bandiera) | C     | Marino Bergamasco |
|    | Italia (bandiera) | C     | Ermanno Englaro   |
|    | Italia (bandiera) | C     | Mario Mlacher     |
|    | Italia (bandiera) | C     | Cesare Presca     |

| N. |                   | Ruolo | Calciatore        |
| -- | ----------------- | ----- | ----------------- |
|    | Italia (bandiera) | C     | Alberto Milli     |
|    | Italia (bandiera) | C     | Eligio Vallon     |
|    | Italia (bandiera) | C     | Enrico Radio      |
|    | Italia (bandiera) | A     | Gerardo Bernard   |
|    | Italia (bandiera) | A     | Giorgio Paleologo |
|    | Italia (bandiera) | A     | Giuseppe Persi    |
|    | Italia (bandiera) | A     | Licio Rossetti    |
|    | Italia (bandiera) | A     | Angelo Solazzo    |
|    | Italia (bandiera) | A     | Mario Urbani      |
|    | Italia (bandiera) | A     | Federico Zanolla  |

## Calciomercato
| Acquisti | Acquisti          | Acquisti          | Acquisti |
| R.       | Nome              | da                | Modalità |
| -------- | ----------------- | ----------------- | -------- |
| A        | Gerardo Bernard   | Libertas Trieste  |          |
| A        | Giuseppe Persi    | Mestrina          |          |
| A        | Angelo Solazzo    | Polese            |          |
| A        | Mario Urbani      | Polese            |          |
| C        | Marino Bergamasco | Siena             |          |
| C        | Ermanno Englaro   | Siena             |          |
| C        | Alberto Milli     | Polese            |          |
| D        | Carlo Codnig      | Sant'Anna Trieste |          |
| D        | Corrado Zorzin    | Savona            |          |

| Cessioni | Cessioni          | Cessioni  | Cessioni |
| R.       | Nome              | a         | Modalità |
| -------- | ----------------- | --------- | -------- |
| P        | Dante Piani       | Torino    |          |
| D        | Emilio Rancilio   | SPAL      |          |
| A        | Francesco Cergoli | Atalanta  |          |
| A        | Gino Colaussi     | Padova    |          |
| A        | Piero Pasinati    | Cremonese |          |

## Risultati

### Campionato

#### Girone di andata
| Arbitro: | Piselli (Firenze) |

|             |           |             |
| Gabetto 85’ | Marcatori | 11’ Solazzo |

| Arbitro: | Bernardi (Bologna) |

|                                    |           |  |
| Puricelli 53’, 62’ Carapellese 87’ | Marcatori |  |

| Arbitro: | Bertolio (Torino) |

|           |           |             |
| Salvi 75’ | Marcatori | 5’ Rossetti |

| Arbitro: | Camiolo (Milano) |

|  |           |               |
|  | Marcatori | 44’, 73’ Losi |

| Arbitro: | Scotto (Savona) |

|           |           |  |
| Taiti 19’ | Marcatori |  |

| Arbitro: | Dellarole (Vercelli) |

|                    |           |           |
| Gei 21’ Gritti 33’ | Marcatori | 84’ Milli |

| Arbitro: | Fornari (Bologna) |

|                                |           |  |
| Antonini 25’ (aut.) Morgia 72’ | Marcatori |  |

| Arbitro: | Limido (Milano) |

|  |           |                  |
|  | Marcatori | 31’ (rig.) Milli |

| Udine 17 novembre 1946 9ª giornata | Triestina          | 0 – 0 | Inter | Stadio Moretti\| Arbitro: \| Canavesio (Torino) \| |
| Arbitro:                           | Canavesio (Torino) |       |       |                                                    |

| Arbitro: | Fois (Roma) |

|                                                         |           |  |
| Piola 44’ Gratton 72’ (aut.) Candiani 85’ Locatelli 89’ | Marcatori |  |

| Arbitro: | Zilli (Reggio Emilia) |

|                               |           |                |
| Rebuzzi II 5’ De Filippis 80’ | Marcatori | 12’, 46’ Persi |

| Arbitro: | Galeati (Bologna) |

|           |           |             |
| Persi 32’ | Marcatori | 33’ Fiorini |

| Arbitro: | Zambotto (Padova) |

|                                       |           |  |
| Raccis 72’, 75’ (rig.) Capaccioli 73’ | Marcatori |  |

| Arbitro: | Carpani (Milano) |

|  |           |            |
|  | Marcatori | 58’ Cavone |

| Arbitro: | Dellarole (Vercelli) |

|                       |           |  |
| Milli 60’ Zanolla 75’ | Marcatori |  |

| Arbitro: | Agnolin (Bassano del Grappa) |

|                                                        |           |  |
| Antonini 14’ (aut.) Stradella 15’, 41’, 50’ Coscia 35’ | Marcatori |  |

| Arbitro: | Camiolo (Milano) |

|                                       |           |                            |
| Cassano 29’ (aut.) Englaro 35’ (rig.) | Marcatori | 10’ Puccinelli 80’ Magrini |

| Trieste 26 gennaio 1947 18ª giornata | Triestina        | 0 – 0 | Genoa | Stadio Comunale\| Arbitro: \| Bergomi (Milano) \| |
| Arbitro:                             | Bergomi (Milano) |       |       |                                                   |

| Arbitro: | Galeati (Bologna) |

|                                            |           |             |
| Novello 13’ Gon 42’ Pernigo 52’ Ottino 88’ | Marcatori | 78’ Mlacher |

#### Girone di ritorno
| Arbitro: | Matucci (Seregno) |

|  |           |            |
|  | Marcatori | 89’ Ossola |

| Arbitro: | Pizziolo (Firenze) |

|           |           |                               |
| Milli 81’ | Marcatori | 15’ G. Antonini 67’ Annovazzi |

| Arbitro: | Scotto (Savona) |

|             |           |                                   |
| Bernard 80’ | Marcatori | 29’, 35’ Salvi 73’ (rig.) Manente |

| Arbitro: | Cicardi (Lecco) |

|                                          |           |             |
| Ferrari 5’, 16’, 64’ Andreoli 58’ (rig.) | Marcatori | 52’ Bernard |

| Arbitro: | Gemini (Roma) |

|                              |           |               |
| Zanolla 44’, 62’, 81’ (rig.) | Marcatori | 70’ Arcari IV |

| Arbitro: | Zelocchi (Modena) |

|             |           |                    |
| Mlacher 41’ | Marcatori | 84’ (rig.) Bollano |

| Arbitro: | Pera (Firenze) |

|                              |           |  |
| Zanolla 9’ Rossetti 46’, 52’ | Marcatori |  |

| Arbitro: | Tassini (Verona) |

|  |           |             |
|  | Marcatori | 44’ Cassani |

| Arbitro: | Scotto (Savona) |

|                                                     |           |                         |
| Zapirain 3’, 61’ Campatelli 16’ Meazza 44’ Muci 76’ | Marcatori | 56’ Rossetti 79’ Blason |

| Arbitro: | Zilli (Reggio Emilia) |

|                |           |                                                       |
| Bergamasco 23’ | Marcatori | 7’, 17’ Astorri 42’ Korostelev 64’ Vycpalek 75’ Piola |

| Arbitro: | Bellè (Venezia) |

|  |           |             |
|  | Marcatori | 81’ Paolini |

| Arbitro: | Bergomi (Milano) |

|                                           |           |              |
| Fiorini 8’, 14’ Baldini 64’ D'Alconzo 81’ | Marcatori | 70’ Rossetti |

| Arbitro: | Gemini (Roma) |

|  |           |                          |
|  | Marcatori | 35’, 40’ Raccis 41’ Stua |

| Arbitro: | Marchetti (Milano) |

|                          |           |  |
| Tavellin 78’ Orlando 86’ | Marcatori |  |

| Arbitro: | Savio (Torino) |

|                                          |           |                     |
| Rebuzzi I 43’ Quaresima 47’ Conti II 55’ | Marcatori | 7’ Persi 31’ Urbani |

| Arbitro: | Carpani (Milano) |

|             |           |                     |
| Rossetti 4’ | Marcatori | 3’, 41’, 85’ Lushta |

| Arbitro: | Massai (Pisa) |

|                                    |           |  |
| Lombardini 37’, 46’ Puccinelli 82’ | Marcatori |  |

| Arbitro: | Valsecchi (Milano) |

|                                |           |                  |
| Vitali 38’ Bonistalli 51’, 63’ | Marcatori | 88’ (rig.) Milli |

| Arbitro: | Camiolo (Milano) |

|                       |           |  |
| Milli 19’ Bernard 36’ | Marcatori |  |

## Statistiche

### Statistiche di squadra
| Competizione | Punti | In casa | In casa | In casa | In casa | In casa | In casa | In trasferta | In trasferta | In trasferta | In trasferta | In trasferta | In trasferta | Totale | Totale | Totale | Totale | Totale | Totale | DR  |
| Competizione | Punti | G       | V       | N       | P       | Gf      | Gs      | G            | V            | N            | P            | Gf           | Gs           | G      | V      | N      | P      | Gf     | Gs     | DR  |
| ------------ | ----- | ------- | ------- | ------- | ------- | ------- | ------- | ------------ | ------------ | ------------ | ------------ | ------------ | ------------ | ------ | ------ | ------ | ------ | ------ | ------ | --- |
| Serie A      | 18    | 19      | 4       | 5       | 10      | 18      | 27      | 19           | 1            | 3            | 15           | 14           | 52           | 38     | 5      | 8      | 25     | 32     | 79     | -47 |

### Statistiche dei giocatori
Nel conteggio delle reti realizzate si aggiunga un autogol a favore.
| Giocatore     | Serie A  | Serie A |
| Giocatore     | Presenze | Reti    |
| ------------- | -------- | ------- |
| B. Bacchetti  | 2        | -4      |
| G. Striuli    | 36       | -75     |
| D. Antonini   | 29       | 0       |
| I. Blason     | 19       | 1       |
| C. Codnig     | 10       | 0       |
| E. Gratton    | 35       | 0       |
| C. Zorzin     | 21       | 0       |
| M. Bergamasco | 17       | 1       |
| E. Englaro    | 10       | 1       |
| M. Mlacher    | 22       | 2       |
| C. Presca     | 24       | 0       |
| A. Milli      | 34       | 6       |
| E. Vallon     | 1        | 0       |
| E. Radio      | 34       | 0       |
| G. Bernard    | 24       | 3       |
| G. Paleologo  | 1        | 0       |
| G. Persi      | 13       | 4       |
| L. Rossetti   | 38       | 6       |
| A. Solazzo    | 4        | 1       |
| M. Urbani     | 12       | 1       |
| F. Zanolla    | 32       | 5       |